# Hinojales
Hinojales è un comune spagnolo di 402 abitanti situato nella comunità autonoma dell'Andalusia.